# Liste der Mitglieder der Deutschen Akademie der Naturforscher Leopoldina/1658
Die Liste der Mitglieder der Deutschen Akademie der Naturforscher Leopoldina für 1658 enthält alle Personen, die im Jahr 1658 zum Mitglied ernannt wurden. Insgesamt gab es ein neu gewähltes Mitglied.

## Mitglieder
| Nr. | Name                               | Beiname       | Geboren       | Aufnahme | Gestorben    | Bild                               |
| --- | ---------------------------------- | ------------- | ------------- | -------- | ------------ | ---------------------------------- |
| 17  | Philipp Jakob Sachs von Lewenhaimb | Phosphorus I. | 26. Aug. 1627 | 30. Dez. | 7. Jan. 1672 | Philipp Jakob Sachs von Lewenhaimb |